# 小行星7276
小行星7276（英語：7276 Maymie）是一颗围绕太阳公转的小行星。1983年9月4日，橡树岭天文台在哈佛大学天文台发现了此天体。
这颗小行星的绝对星等为337.83601等。